# نجاتي بورو

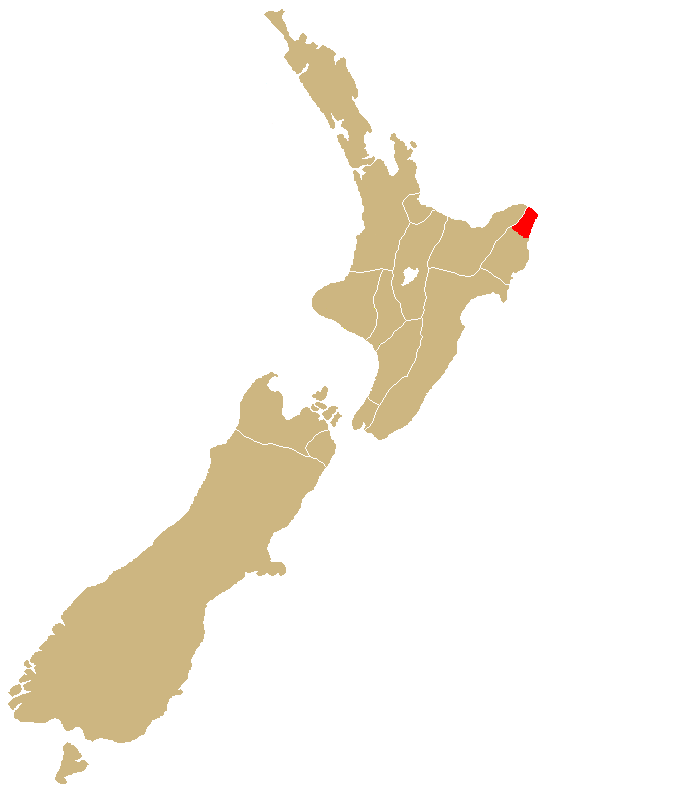
مجتمع نجاتي بورو

نجاتي بورو هم مجتمع ماوري إيوي، يقع في منطقتي الرأس الشرقي و جيسبورن في الجزيرة الشمالية لنيوزيلندا. ينتمي نجاتي بورو إلى جماعة الماوري 28، كما أن لديها ثاني أكبر انتماء من أي إيوي ، خلفوا نجابوهي بما يقدر بـ 92349 نسمة وفقًا لتعداد 2018 .